# پیکایا
پیکایا (نام علمی: Pikaia) نام یک سرده از زیرشاخه سرطناب‌داران است.
پیکایا، جانوری دریایی که حدود ۵۳۰ میلیون سال پیش می‌زیست، از قدیمی‌ترین مازه‌دارانی است که می‌شناسیم و جزو زیرشاخه‌ی سرمازه‌داران به‌شمار می‌رود. پیکایا در ته‌نشست‌های برجس شل بریتیش کلمبیا کشف شد؛ جایی که در کنار انواع بی‌مهرگان زندگی می‌کرد. ظاهر پیکایا شبیه نیزک‌های امروزی بود و تنها تفاوتش با آن‌ها این بود که یک جفت ساختار شاخک‌مانند روی سرش داشت. پیکایا کوچک و ظریف بود و مازهٔ عصبی ظهریش از جلو تا عقب بدنش کشیده شده بود و زیر آن هم پشت‌مازه قرار داشت. ماهیچه‌هایی Vشکل در دو طرف بدن مسطح این جانور وجود داشتند. غشای باله‌ای نازکی در امتداد در دوسوم انتهایی بدنش کشیده شده بود و به تک‌باله‌ای نوک‌تیز در دم ختم می‌شد.